# Тропическая многоядная щитовка
Тропическая многоядная щитовка (лат. Abgrallaspis cyanophylli) — вид полужесткокрылых насекомых-кокцид рода Abgrallaspis из семейства щитовки (Diaspididae). Насекомое-вредитель.

## Распространение
Всесветно расселённый тропический и субтропический вид: Австралия, Океания, Африка (Египет, Камерун, Кения, Мадагаскар), Неарктика, Неотропика, Палеарктика, Ориентальная область. Завезена в Аджарию.

## Описание
Самки плоские, овальной формы, беловато-серые. Формула циркумгенитальных желез 3-5.
Полифаг. Питаются соками растений из десятков семейств: Acanthaceae, Aizoaceae, Amaranthaceae, Anacardiaceae, Annonaceae, Apocynaceae, Araceae, Araliaceae, Arecaceae, Betulaceae, Fabaceae, Lauraceae, Rosaceae, Rubiaceae, (Coffea arabica), Theaceae, и других, в том числе обнаружена на листьях и ветках чайного куста, на бананах, пальмах, инжире. Среди врагов отмечены паразитические наездники Aphelinidae: Aphytis chrysomphali; Aphytis costalimai; Aphytis maculicornis; Aphytis margaretae; Aspidiotiphagus citrinus; Encarsia citrina; Encarsia lounsburyi; хищные жуки Coccinellidae (Chilocorus nigritus; Telsimia nitida).
Вид был впервые описан в 1869 году французским энтомологом Виктором Антуаном Синьорэ (Signoret, V.; 1816—1889) как Aspidiotus cyanophylli.
Таксон Abgrallaspis cyanophylli включён в состав рода Abgrallaspis Balachowsky, 1948 вместе с таксонами Abgrallaspis azadirachti, Abgrallaspis colorata, Abgrallaspis corporifusca, Abgrallaspis degeneratus, Abgrallaspis flabellata. Видовое название A. cyanophylli происходит от родового имени растения-хозяина (Cyanophyllum), на котором был впервые обнаружен в Парижском Люксембургском саду (интродуцирован из Венесуэлы) и где происходит развитие червецов.